# Hugues II de Thouars
Hugues II de Thouars, né vers 1285 et mort le 11 mars 1333, est seigneur de Pouzauges, de Tiffauges et de Mauléon. Il est le fils de Guy II et de Marguerite de Brienne. Il est le 28e vicomte de Thouars, de 1332 à 1333.

## Biographie
En 1332, à la mort de son frère Jean Ier, il lui succède au titre de vicomte, mais meurt peu de temps après, en 1333. C'est donc son fils Hugues qui lui succède, mais celui-ci meurt également quelques mois plus tard. Finalement, son neveu Louis Ier, fils de Jean Ier, reçoit la vicomté de Thouars.

## Mariage et descendance
En 1302, il épouse en premières noces Isabeau de Noyers (dame d'Aubeterre, Plessis et de Saint-Utin, fille de Miles V de Noyers et de Marie de Châtillon de Crécy). Ils ont sept enfants :
- Gaucher de Thouars, seigneur de Tiffauges et Pouzauges (mort vers 1330), épouse Jeanne d'Amboise (fille de Pierre Ier d'Amboise et de Jeanne de Chevreuse ; sœur d'Ingelger) ;
- Hugues III de Thouars (mort en 1334), il ne sera pas reconnu comme vicomte de Thouars ;
- Jean de Thouars (mort vers 1337), épouse Jeanne de Matha ;
- Miles Ier de Thouars (mort en 1378), épouse Jeanne de Chabanais, d'où la suite des princes de Chabanais et Confolens, sires de Pouzauges et Tiffauges. Ils sont les parents de :
  - Renaud de Thouars, qui épouse Catherine, fille d'Eudon II de Lohéac-La Roche-Bernard, dont :
    - Miles II, qui épouse Béatrice de Montjean, dont :
      - Catherine de Thouars, qui épouse en premières noces Gilles de Rais, dont descendance ; puis en secondes noces, Jean de Vendôme, vidame de Chartres, sire de La Ferté.
- Aimery de Thouars (seigneur de la Mortvevyen & la Chapelle-St-Pierre ?), épouse Marguerite de Chevreuse. Mort sans descendance, ses titres reviennent à son frère Milon/Miles Ier ;
- Renaud de Thouars, évêque de Luçon (mort en 1352) ;
- Marie de Thouars, qui épouse Robert de Matha.

Il épouse en secondes noces Jeanne de Bauçay, morte le 19 mai 1333 (fille de Guy II de Bauçay et de Marguerite de Pons), dont il a deux enfants :
- Guiart de Thouars, mort lors de la bataille de Crécy le 26 août 1346 ;
- Éléonore de Thouars, morte en 1363, épouse de Gérard de Machecoul.